# Церковь Смоленской Божией Матери при Орловской лечебнице на Хитровке
Церковь Смоле́нской Бо́жией Ма́тери при Орловской лечебнице на Хитро́вке — православная церковь Белого города Москвы. Разрушена в 1932 году.
Престол был освящён в память Смоленской иконы Божией Матери.

## История

### История местности
История этого района тесно связана с жизнью московского благотворителя генерал-майора Н. З. Хитрово и его идеей создания новой городской площади, которая впоследствии стала называться по имени её создателя — Хитровской площадью.
На месте Хитровской площади (Хитрова рынка) находились два владения, выгоревшие в Московский пожар 1812 года. Усадьбы почти десятилетие не восстанавливались, а их хозяева не в состоянии были платить налоги. В 1824 году генерал-майор Николай Захарович Хитрово, особняк которого сохранился во дворе нынешнего «сталинского» дома (архитектор И. А. Голосов) на углу Яузского бульвара и Подколокольного переулка, выкупил владения погорельцев с аукционного торга, обустроил на их месте новую площадь и подарил её городу.
Работы по созданию новой площади проводились на средства Н. З. Хитрово военно-рабочими с дозволения тогдашнего Московского генерал-губернатора Д. В. Голицына. На территории своего владения, простиравшегося от Яузского бульвара до Петропавловского переулка, он построил торговые ряды с подворьем для торговцев мясного и зеленного рынка (южная сторона Хитровской площади).

### Строительство храма
Церковь была построена в 1698 году Ф. А. Головиным при своём городском доме в Белом городе. Престол был освящён в память Казанской иконы Божией Матери. Архитектура — восьмерик на четверике с короткой трапезной, открытой папертью со звонницей, на арочном подклете.
В 1757 году княгиня Н. С. Щербатова построила на месте сгоревших хором Ф. А. Головина новый дом с флигелем и соединила его с церковью переходом.

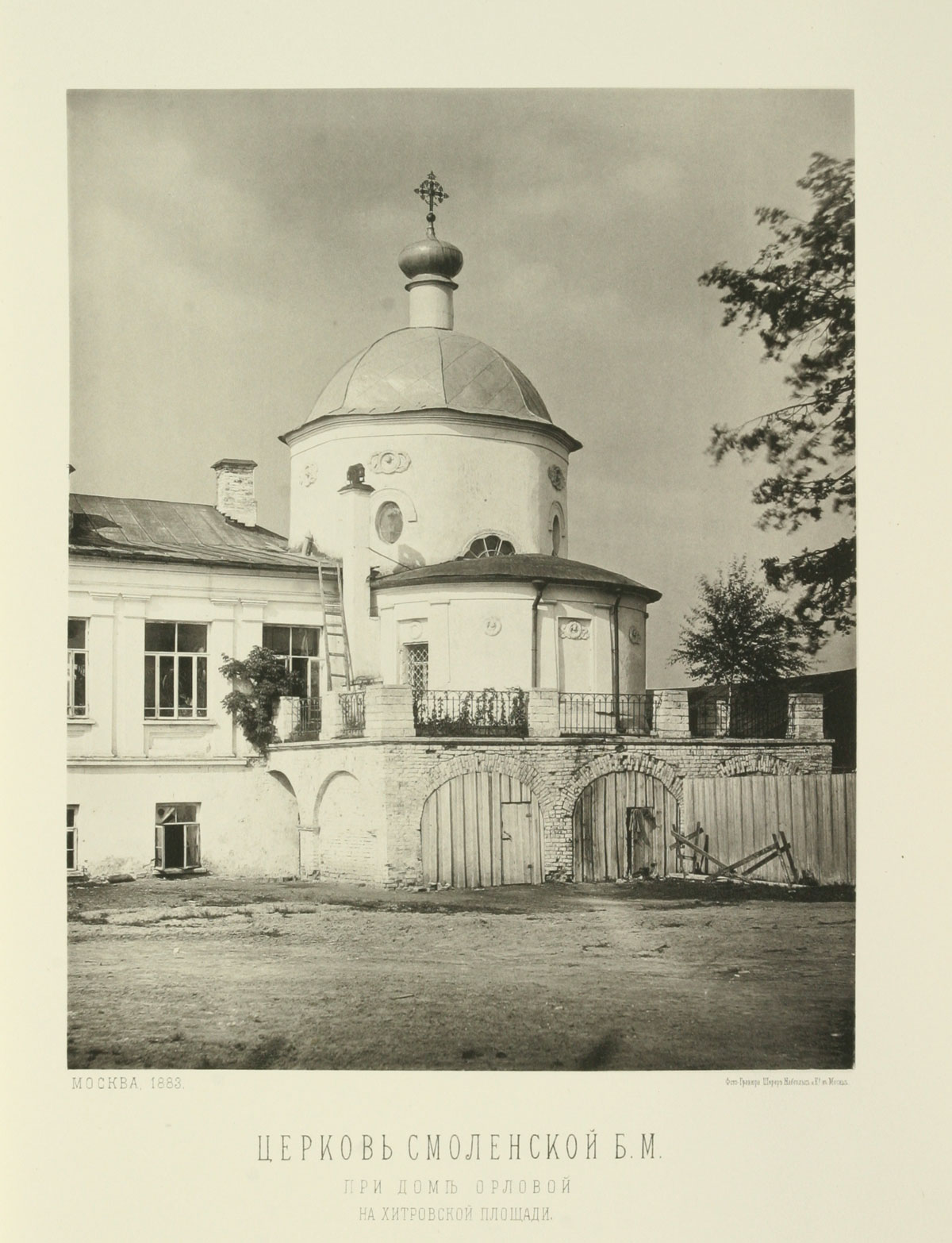
1883. Церковь Смоленской Божией Матери при доме Орловой близ Хитровской площади. Фото-гравюра Шерер и Набгольц.

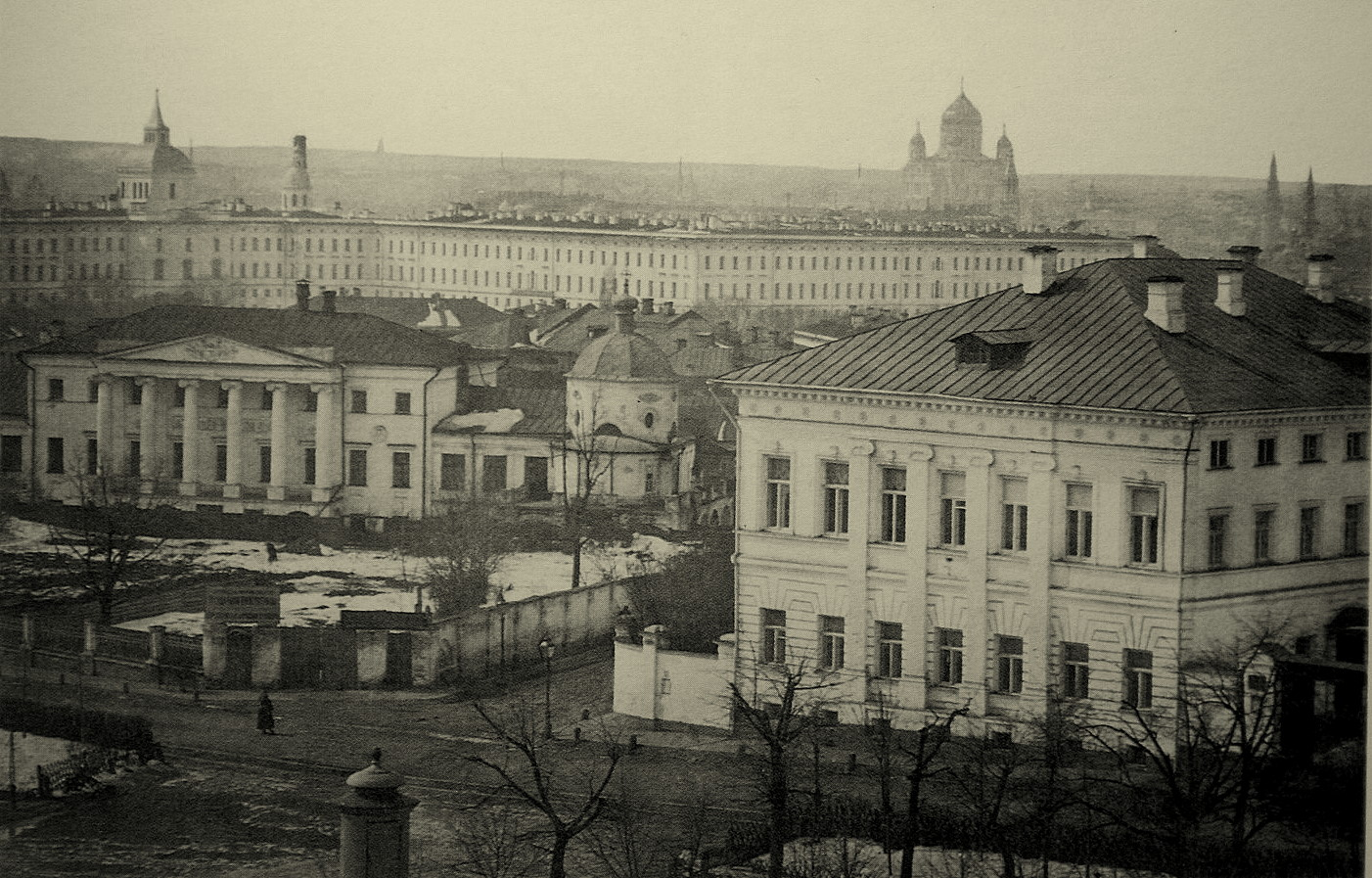
Дом Н. З. Хитрово — Орловская лечебница с домовой Смоленской церковью и дом Телешовых-Карзинкиных в начале XX века. Вид от Покровского бульвара.

В 1821 году, после смерти Н. А. Карповой — владелицы усадьбы, Казанская церковь была упразднена, а церковная утварь и иконостас по завещанию владелицы передали в Новоиерусалимский монастырь.
«Из описи имущества закрытой церкви известно, что её трёхъярусный иконостас был выкрашен и местами вызолочен. В его местном ряду, справа от Царских врат, располагался образ Спаса Вседержителя в серебряном окладе, а слева — Казанская икона „с разными Господскими и Богородичными праздниками в клеймах“. Во втором ярусе помещалось пять икон, а в третьем — три больших и два малых образа. В описи также упомянуто медное позолоченное паникадило с хрустальными подвесками».
В 1822 году генерал-майор Н. З. Хитрово капитально перестроил старый щербатовский дом в стиле ампир. Дом сохранился в таком виде до наших дней. На фронтоне можно и сейчас видеть герб рода Хитрово.
В 1823 года после возобновления церкви престол был освящён в память Тихвинской иконы Божией Матери. Семейство Хитрово особо почитало эту икону и уже имело Тихвинский храм в своём калужском имении.
Вот текст прошения Н. З. Хитрово в Московскую духовную консисторию:
«По ревности моей к благолепию храма Божия, наипаче же по долговременности его существования, не желая упразднить оный и обратить для домашнего своего какого-либо употребления, всепокорнейше прошу Ваше Высокопреосвященство дозволить устроить мне во оном по-прежнему, иконостас во имя Тихвинской иконы Божией Матери и снабдить весь требуемою приличной утварию».

В 1826 году усадьбу Хитрово купила купчиха А. Н. Немчинова. Тогда церковь была снова упразднена.
В 1843 году усадьба перешла гвардии полковнику Владимиру Ивановичу Орлову. По его завещанию в 1889 году усадьба перешла в распоряжение Московского попечительского комитета о бедных Императорского Человеколюбивого общества.
В усадебном доме была устроена лечебница для бедных, получившая название Орловской. Покровителем лечебницы был принц Александр Петрович Ольденбургский.
«Орловская лечебница в Подколокольном пер. Московского комитета о бедных, для приходящих неимущих больных, состоит под покровительством принца Александра Петровича Ольденбургского. Открыта ежедневно от 10 до 2 часов. При лечебнице специальное отделение на 5 коек для оперативных больных и аптека с бесплатным отпуском лекарств».
В 1892 году церковь освятили в третий раз в честь Смоленской иконы Божией Матери. В церковной подклети была устроена столовая для бедных.

### Советский период
В 1919 году Смоленская церковь была закрыта, а в доме Орловской лечебницы Клара Цеткин организовала фельдшерскую школу.
Смоленская церковь снесена около 1932 года. На её месте в 1934 году построен многоэтажный жилой дом по проекту И. А. Голосова.
Сейчас в здании бывшей Орловской лечебницы располагается Медицинское училище № 2 имени Клары Цеткин.